# うなぎボーン

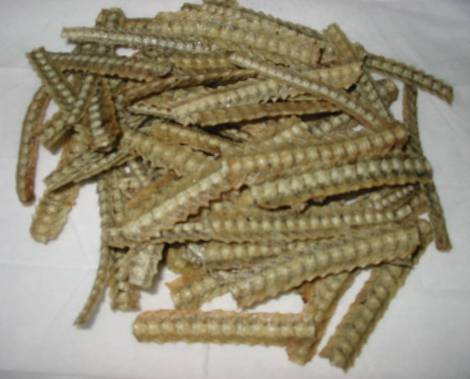
うなぎボーン

うなぎボーン（英:The Eel Bone）は、ウナギの背骨を短く切って、カリカリに素揚げした菓子。静岡県の土産菓子として有名である。

## 概要
ウナギの骨を植物油で揚げたもので、昔から鰻屋の賄いや常連客に出される裏メニューとして存在していた。
浜松市中央区でウナギ料理店を営む有限会社勝美の登録商標であり、事業者によっては異なる名称で生産されている。
1977年（昭和52年）1月、静岡県藤枝市の株式会社京丸が大量生産を始め、商品名を『うなぎボーン』とする。これ以外の事業者からも『うなぎボーン』のほか、『うなぎぼーん』『うなぎの骨せんべい』『うな棒』などの商品名で生産され、スーパーマーケットや土産・物産販売店等で販売されている。また、ハムスター用のペットフードとしても流通している。
バラエティ番組『秘密のケンミンSHOW』（読売テレビ）の2008年12月4日放送分で、京丸の『うなぎボーン』が紹介され、全国的な知名度を上げた。

## 主な生産業者
- 株式会社京丸（静岡県藤枝市）
- 有限会社勝美（静岡県浜松市中央区）
- 株式会社カネキ水産（静岡県浜松市中央区）
- 川口水産（和歌山県有田市）

ほか